# テロドゥス
テロドゥス（Thelodus）は、シルル紀前期に生息していた魚類の仲間。
体長約18センチメートル。無顎類の中では比較的胸鰭などが発達しており、上手く泳げたと考えられている。